# エキゾチカ (映画)
エキゾチカ（Exotica）は1994年制作のカナダ映画。アトム・エゴヤンの監督6作目にあたり、日本で公開された初のエゴヤン作品となる。
1994年のカンヌ国際映画祭において、国際批評家賞を受賞した。また、カナダの映画賞であるジニー賞においても8部門を受賞。

## キャスト
- ミア・カーシュナー：クリスティーナ
- ブルース・グリーンウッド：フランシス・ブラウン
- イライアス・コティーズ：エリック
- サラ・ポーリー：トレイシー・ブラウン
- ヴィクター・ガーバー：ハロルド・ブラウン
- アルシネー・カーンジャン：ゾーイ
- ダン・マッケラー：トーマス
- ハロルド：ヴィクター・ガーバー

## 概要
トロントにあるナイト・クラブ（ストリップ・バー）「エキゾチカ」のダンサー・クリスティーナと、いつもクリスティーナを指名する客のフランシス、フランシスに嫉妬するクリスティーナの元彼であるDJのエリック、希少動物を密輸しているペットショップのオーナー・トーマスを巡るドラマ。ストーリーは時系列に語られるわけではなく、複雑に絡み合っている。